# Коридорас Блоха
Коридорас Блоха (Corydoras blochi) — вид сомоподібних риб з роду Коридорас підродини Corydoradinae родини Панцирні соми. Названо на честь німецького іхтіолога Маркуса-Елізера Блоха) Інша назва «плямоспинний коридорас».

## Опис
Загальна довжина досягає 4,5—5 см. Голова невеличка, річко переходить в напрямок невеличкого рота. Задня її частина широка. Очі помірно великі, дещо опуклі. Є 3 пари невеличких вусів. Тулуб помірно широкий. Спинний плавець високий, особливо у самців. Жировий плавець маленький. Грудні та черевні плавці трохи витягнуті. Анальний плавець невеличкий, трохи більший за жировий. Хвостовий плавець з великою виїмкою, верхня лопать значно довша за нижню.
Забарвлення сріблясто-сіре, вкрите численними дрібними темними цяточками. Спинний плавець суцільно чорного кольору.

## Спосіб життя
Є демерсальною рибою. Воліє до прісної води. Утворює невеличкі групи. Вдень ховається серед рослин або каміння. Активна у присмерку та вночі. Живиться різними дрібними безхребетними, рослинними речовинами.
Парування відбувається у невеличких водоймах. Самиця тримає 2—4 яйця між її черевними плавниками, де самець запліднює їх протягом приблизно 30 секунд. Тільки тоді самиця заплив до обраного місця серед рясної рослинності, де вона прикріплює дуже липні яйця. Пара повторює цей процес до тих пір поки до 100 ікринок не буде запліднено. Кладка не охороняється. Інкубаційний період триває 3—4 дні.

## Розповсюдження
Мешкає у річках Венесуели, Гаяни, північної Бразилії.